# 来栖琴子
来栖 琴子（くるす きんこ、1924年2月29日 - ）は、日本のアナウンサー、著作家、ジャーナリスト。本名、粟屋 琴子（あわや きんこ）。旧姓、来栖（くるす）。
満州安東県（現・丹東市）出身。相模女子大学（帝国女子大学専門学校国文科）卒業。アナウンサーとしてはNHKとTBSで活躍。声質は澄んだアルトからソプラノ。

## 略歴・人物

### 出生から大学まで
幼少期から人前で話すのがとても好きで、帝国女子専門学校国文科の上級生にNHKのアナウンサーがいて刺激になり、また当時女性アナウンサーは少数で収入も大変良いと聞いたので自分もアナウンサーになることを決めた。しかし、収入の良さは、就職してから間違っていたことが分かったという。
1942年、NHKの詩の朗読番組に一般出演者に応募し合格。NHKの研究会に所属して勉強したのがマイクに向かった最初である。満州・安東生まれであり、きれいな標準語を覚えたかったという。

### NHK時代
1944年10月、NHKにアナウンサーとして入局する。その来栖の美しい音調や抑揚は、生来のものばかりでなく、詩の朗読にも培われて磨きがかけられたものだということが分かる。
1945年、復員男子職員に職場を譲るようNHKから求められて退職。この時には女子職員の半数以上が退職。今ならそのような理由で退職することはないが、当時は真剣に考えられたことだった。終戦により、日本がどん底に突き落とされる一方、新時代への芽生えが混乱の渦に育まれた時代でもあったため、男子に職場を譲るための女性の退職は、日本に戦時体制思想が残っていたからだろうか。
1946年春に結婚しその後子供を儲け、家庭の主婦として毎日を家事に追われる平穏な生活を送っていた。1948年に夫が渡米したが、アメリカで発病しサナトリウムに入った。医療費と家計費を得るため辛いとは思いつつ深刻に悩むことなく、1949年にNHKに再入局。家計費はなんとか足りても夫への送金には苦しみ、夫から古着を送ってもらって収入の足しにしたこともあったという。
NHKに再入局後は秋山ちえ子、高橋のぶ子らを相手とする『会議のすすめ方』をはじめ、1950年の『クラブ問題』や、好評につき約3年間も続けられた『女性教室』等が代表的なものとなる。

### TBS時代
民間放送局が開局できると、来栖は活動範囲の広いTBS（ラジオ東京）に1954年5月移籍する（中途嘱託採用。1963年6月に正社員に採用）。その後、『料理クラブ』の司会を担当する。
教養番組が多かったそれまでと違う新しい趣の仕事にも積極的に取り組み、当時開始されたテレビ放送にも意欲的に取り組んだ。
1959年から1968年まで『ポーラ婦人ニュース』の司会を第1回から全回を担当。数多い時の人話題の人が、来栖の巧みな話術にリードされながら、多くの事柄を電波に乗せて話した。落ち着いた物腰、福々しい丸顔に浮べられる微笑、さりげなくそれでいて適確な司会振りやインタビュー、次々と繰り広げられる話題に、視聴者は聴き足りぬ不満やイライラさせられる物足りなさもなく、快適な社会教室のひと時を楽しく過ごした。
また、ラジオの『女性ジャーナル』では、耳朶に心地よい彼女の美しいソプラノが時事の解説を明確に伝えた。
TBSに正社員に採用された後は、1964年3月報道局ニュース部、1965年12月テレビ報道兼ニュース取材部、1967年10月報道局テレビ報道部にそれぞれ在籍し、1967年10月31日には吉田茂国葬中継を担当。1968年9月1日にテレビ報道部が解体され機構改革と243人に上る大人事異動により、『ポーラ婦人ニュース』終了後の1968年9月には調査局調査部に異動となりアナウンス職を離れる。
調査部在籍時には社外モニター係で、モニターに番組の感想を書いてもらい、そのコピーをそれぞれの係に配布をしていた。在籍時の社報には「温和な風貌の中に秘めた闘志と義侠心は、社内外の女性の信望を集め、良き相談相手として毎日忙殺されている。」と紹介されている。
この間、日本女性放送者懇談会会長（1974年度）等を務める。
1979年2月にTBSを定年退職。

### 著作家・ジャーナリスト時代
TBSを定年退職後は著作家・ジャーナリストとして活動し、老人（高齢）問題、女性問題や話し方についての各地での講演や執筆活動を行う。東京都品川労政協議会委員も歴任。

## 出演番組
- 会議のすすめ方（1949年、NHKラジオ）司会
- 女性教室（1949年 - 1952年、NHKラジオ）司会
- クラブ問題（1950年、NHKラジオ）司会
- 料理クラブ（1954年、TBSラジオ）司会
- 婦人と経済（1954年、TBSラジオ）[15]
- こんちわ横丁（TBSラジオ）[16]
- 音楽のシャンデリア（TBSラジオ）[16]
- 暮らしの装い（1955年、TBSテレビ）[15][16]
- 女性テレビノート（1955年、TBSテレビ）[16]
- 暮らしのデザイン（TBSテレビ）[16]
- 婦人の窓（1957年、TBSラジオ）[15] - 1959年にはテレビ同時放送[16]。
- ポーラ婦人ニュース（1959年11月2日 - 1968年9月28日、TBSテレビ）司会[15][16]
- ゆたかなくらし（1960年、TBSテレビ）[15][16]
- 人間宇宙を征く（1961年4月21日、TBSテレビ）
- 奥様投資ルーム（1962年、TBSラジオ）[16]
- 女性ジャーナル（1962年、TBSラジオ）司会[15][16]

## ビブリオグラフィ
著書
- 『これからの婦人の教養』明治図書出版、1966年4月。NDLJP:3034230。
- 人に好かれる話し方（1970年、実業之日本社）
- 『「婦人ニュース」奮戦記』読売新聞社、1971年6月15日。NDLJP:12276401。
- セールスマンと話術（1972年、国際興産）
- 『女がそとで働くとき : 働く女性の喜びと悲しみとたたかいと』水曜社、1974年8月15日。NDLJP:12169506。
- 『ともばたらき入門』水曜社、1976年4月5日。NDLJP:12169140。
- エチケットなんて大きらい（1978年、水曜社）
- 女性のための話し方専科（1981年、白石書店）
- 『マイクに生きる女たち : 女性アナウンサーに未来はあるか』水曜社、1981年12月20日。NDLJP:12276020。
- 女子学生のためのあなたを生かす就職ハンドブック（1982年、汐文社〈Select for ladies〉）
- 話しベタがなおる本（1984年、学陽書房）- 『話しベタがなおる本―好感のもたれる話し手になろう』(1994年9月、学陽書房〈ゴリラブックス〉) に改訂。
- 二人で話せば…人生はおもしろい（1987年、白石書店）
- 新・女性のための話し方専科（1987年、白石書店）
- 来栖琴子のくらしと職場のマナー（1989年、生活ジャーナル）
- ふたりで地球を気まま旅（1989年、ミネルヴァ書房）
- 話し上手の話し方（1990年、はまの出版）
- ワーキングガールのマナー講座―新人からベテランまで（1990年、白石書店）
- 女・挫折からの出発―人生半ばで出会った危機を乗り越える (1998年、ミネルヴァ書房〈MINERVA WOMEN'S LIBRARY〉)
- くもりなき大和心の : 二・二六事件その時旧満州で（2003年、OFFICE WOL）

共著
- 来栖琴子、武井照子『三十七年目のクラス会 : ドキュメント「本日も晴天なり」』主婦の友社、1981年12月23日。NDLJP:12260663。

関連書籍
- 地域福祉叢書 9（1992年、静岡県社会福祉協議会）

監修書籍
- 女性ディレクターの現場（1985年、講談社）

雑誌記事
- 来栖琴子「放送室の窓から--マイクという名のお友達」『女性教養』第166号、日本女子社会教育会、東京、1952年11月、40-41頁、ISSN 0918-0605、全国書誌番号:00011833。
- 来栖琴子「あなたのエチケットは」『女学生の友』第5巻第2号、小学館、東京、1954年5月、84頁、全国書誌番号:00011665、NCID AA11740820。
- 来栖琴子「私たちのエチケットは何点」『女学生の友』第5巻第4号、小学館、東京、1954年7月、98頁、全国書誌番号:00011665、NCID AA11740820。
- 来栖琴子「たのしいハイキングの計画」『中学生の友』第34巻第7号、小学館、東京、1957年10月、140頁、全国書誌番号:00015069、NCID BD02592562。
- 渋沢多歌子、片山龍二、来栖琴子「特集 奥様の魅力をつくるエチケット 挨拶のマナー･ガイド」『婦人生活』第18巻第5号、婦人生活社、東京、1964年5月、205-212頁、全国書誌番号:00020884、NCID AN10450565。
- 来栖琴子「電話のかけ方エチケット」『婦人生活』第19巻第10号、婦人生活社、東京、1965年10月、287-290頁、全国書誌番号:00020884、NCID AN10450565。
- 来栖琴子「はやとちりと生半可」『オール生活』第23巻第10号、実業之日本社、東京、1968年9月、42-43頁、全国書誌番号:00002738。
- 来栖琴子「聡明なる女性(総特集) ; 三人の女性のかしましき手記(特集) 愛惜の念をこめてさようなら"婦人ニュース"」『潮』臨時増刊第106号、潮出版社、東京、1969年1月、262-271頁、ISSN 0918-0605、全国書誌番号:00001838、NCID AN00337329。
- 井上頼豊、武田敦、南部僑一郎、来栖琴子、阪口美奈子「六〇〇字ずいひつ」『学習の友』第207巻、学習の友社、東京、1970年11月、1-4頁、全国書誌番号:00003674、NCID AN00232003。
- 来栖琴子「｢たんぽぽちゃん｣泣かないで」『文化評論』第123巻、新日本出版社、東京、1971年11月、108頁、ISSN 0521-789X、全国書誌番号:00003674、NCID AN00371418。
- 太田孝夫、堀田恭市、佐藤新治、菊池之雄、来栖琴子、杉山宏、国府田みち、福井敬充、松本晴世、桑原紀子、山口勇太郎、堀井史朗、竹口照夫、桜井省二、上条隆夫「市民のひろば」『マスコミ市民』第65巻、マスコミ市民フォーラム・アストラ、東京都府中市、1972年10月、32-39頁、全国書誌番号:00022524、NCID AN00335232。
- 来栖琴子「レディス・プラザ:10」『ブレーン = Brain』第13巻、宣伝会議、東京都府中市、1973年10月、73頁、全国書誌番号:00021161、NCID AN00378698。
- 来栖琴子「私のすきなことば」『学習の友』第255号、学習の友社、東京都府中市、1974年11月、巻頭、全国書誌番号:00003674、NCID AN00232003。
- 岡田久子、塚田和子、市川昭一、小川俊夫、綱島和子、来栖琴子「女性にとってしあわせとは」『学習の友』第271号、学習の友社、東京都府中市、1976年3月、61-71頁、全国書誌番号:00003674、NCID AN00232003。
- 来栖琴子「敬語のつかいかた」『学習の友』第277号、学習の友社、東京、1976年9月、58-59頁、全国書誌番号:00003674、NCID AN00232003。
- 来栖琴子「敬語のつかいかた(下)」『学習の友』第278号、学習の友社、東京、1976年10月、58-59頁、全国書誌番号:00003674、NCID AN00232003。
- 来栖琴子「便利でユニークな辞典」『賃金と社会保障 = Wage & social security』8月下旬第800号、旬報社、東京、1976年10月、23-24頁、ISSN 0911-4718、全国書誌番号:00042872、NCID AN00040181。
- 来栖琴子「文評ぷろむなーど〔旅〕」『文化評論』第218号、新日本出版社、東京、1979年6月1日、Z0051.3B0020030。
- J.M.グイヌ、来栖琴子、家中あい「気軽にご招待・おもてなしの料理とその心　私のおもてなし」（PDF）『栄養と料理』第47巻第1号、女子栄養大学出版部、東京、1981年1月1日、84頁、2014年8月17日閲覧。
- 来栖琴子「障害者の見る眼」『地域開発ニュース : 地開 : 地域の活性化と交流情報』第160号、東京電力営業部、東京、1982年1月、18頁、全国書誌番号:00014685、NCID AN00009636。
- 来栖琴子「女の管理者（女が女を見る<主題>）」『思想の科学 第7次』第17巻第354号、思想の科学社、東京、1982年5月、37-43頁、ISSN 0389-8083、全国書誌番号:00035486。
- 来栖琴子「NCID [https://ci.nii.ac.jp/ncid/AN00283230 AN00283230 定年退職後 モルモットばあちゃん（働く女がつくる生活<特集>）]」『思想の科学 第7次』第38巻第375号、思想の科学社、東京、1983年10月、16-17頁、ISSN 0389-8083、全国書誌番号:00035486。
- 来栖琴子「NCID [https://ci.nii.ac.jp/ncid/AN00269091 AN00269091 故郷は遠くにありて]」『あすの農村』第116号、日本共産党中央委員会、東京、1984年7月、51頁、ISSN 0389-8083、全国書誌番号:00026787。
- 来栖琴子「NCID [https://ci.nii.ac.jp/ncid/AN00327347 AN00327347 随想――話しベタはソンかトクか?]」『人事院月報』第38巻第5号、日経印刷、東京、1985年5月、1-2頁、ISSN 0446-4893、全国書誌番号:00012124。
- 来栖琴子「婦人の視点で見た世界の人口問題」『賃金と社会保障 = Wage & social security』6月下旬第916号、旬報社、東京、1985年6月、33-38頁、ISSN 0911-4718、全国書誌番号:00042872、NCID AN00040181。
- 来栖琴子「危機の克服に女性の力を (2000年めざす婦人の労働と生活(婦人労働問題研究-9-)<特集> ; ナイロビNGOフォーラムに参加して--世界の女性たちはいま……)」『賃金と社会保障』第931号、旬報社、東京、1986年2月10日、11-13頁、ISSN 0911-4718、全国書誌番号:00042872。
- 来栖琴子「働く女性と男女雇用機会均等法」『海員』第38巻第7号、全日本海員組合、東京、1986年7月、26-31頁、ISSN 0911-4718、全国書誌番号:00003006。
- 小林久三、小山内美江子、花澤徳衛、来栖琴子、八木義之介、蛸島彰子、岡本博、加太こうじ「NCID [https://ci.nii.ac.jp/ncid/AN00269091 AN00269091 〈著名人アンケート〉｢どんな楽しさが?中断せずに続けるコツは?｣]」『あすの農村』第143号、日本共産党中央委員会、東京、1986年10月、124頁、ISSN 0389-8083、全国書誌番号:00026787。
- 来栖琴子「NCID [https://ci.nii.ac.jp/ncid/AA11433854 AA11433854 豊かさを求める心]」『調和 : 基地と住民』陽春第23号、防衛施設周辺整備協会、東京、1987年3月、6-25頁、全国書誌番号:00098104。
- 来栖琴子「NCID [https://ci.nii.ac.jp/ncid/AN00269091 AN00269091 糖尿病と楽しくつきあう--食生活を魅力あるものに]」『あすの農村』第156号、日本共産党中央委員会、東京、1987年11月、18-21頁、ISSN 0389-8083、全国書誌番号:00026787。
- 来栖琴子「NCID [https://ci.nii.ac.jp/ncid/AN00364875 AN00364875 おんなの視点]」『エネルギーレビュー』第10巻第2号、エネルギーレビューセンター、東京、1990年1月、50頁、ISSN 0289-2804、全国書誌番号:00039817。
- 来栖琴子「NCID [https://ci.nii.ac.jp/ncid/AN00269091 AN00269091 朗読のABCを復習して]」『あすの農村』第193号、日本共産党中央委員会、東京、1990年12月、75頁、全国書誌番号:00026787。
- 来栖琴子「NCID [https://ci.nii.ac.jp/ncid/AN00269091 AN00269091 健康と病気は"刑務所の塀"の内と外]」『あすの農村』第196号、日本共産党中央委員会、東京、1991年3月、120-123頁、全国書誌番号:00026787。
- 来栖琴子「NCID [https://ci.nii.ac.jp/ncid/AN00269091 AN00269091 夫という〝相棒〟を失ってみて]」『あすの農村』第204号、日本共産党中央委員会、東京、1991年11月、46頁、全国書誌番号:00026787。
- 来栖琴子「NCID [https://ci.nii.ac.jp/ncid/AN00331413 AN00331413 『女が定年を迎えるとき』佐藤洋子著/大和書房]」『季刊女子教育もんだい』第53号、労働教育センター、東京、1992年10月、116頁、ISSN 0389-6501、全国書誌番号:00034859。
- 来栖琴子「NCID [https://ci.nii.ac.jp/ncid/AN00328270 AN00328270 辛口のひとこと]」『更生保護』第44巻第1号、日本更生保護協会、東京、1993年1月、24-25頁、ISSN 1343-5078、全国書誌番号:00007870。
- 来栖琴子「『女・挫折からの出発』」『部落』第50巻第11号、部落問題研究所出版部、京都、1998年10月、68-69頁、ISSN 0287-7740、全国書誌番号:00021073。

学会誌
- 来栖琴子「分科会IV「教育・マスメディア」」『国際女性』第3巻第3号、国際女性の地位協会、東京、1990年、59-60頁、doi:10.11216/kokusaijosei1988.3.59。

関連記事
- 柴田悦子「来栖琴子著『ともばたらき入門』」『文化評論』第183号、新日本出版社、東京、1976年7月、192頁、ISSN 0521-789X、全国書誌番号:00021318、NCID AN00371418。
- 「テレビとラジオ・アナウンサーの来栖琴子さん訪問記」『女性教養』、日本女子社会教育会、1961年3月、12-15頁。

新聞記事
- 「夫婦で熱中海外旅行―13年で16回も、講演で忙しい妻、夫がプラン 現地ではケチって楽しむ」『読売新聞』讀賣新聞社、1989年12月13日。